# Songs of Innocence
Songs of Innocence är det trettonde studioalbumet av det irländska rockbandet U2. Albumet släpptes globalt den 9 september 2014. Albumet tillkännagavs vid en produktlansering hos Apple släpptes samma dag för alla iTunes-store kunder utan kostnad. Gratislanseringen nådde 500 miljoner iTunes kunder, och Apples vd Tim Cook marknadsförde det som den största skivsläppet genom tiderna.
Songs of Innocence är U2:s första album sedan No Line on the Horizon (2009), vilket är deras längsta tid mellan två studioalbum. Efter den att den senare fick relativt dåliga kommersiella recensioner, uttryckte sångaren Bono osäkerhet om hur bandet skulle förbli musikaliskt relevant. Efter att ha arbetat med Danger Mouse i två år, fortsatte gruppen samarbetet med Flood, Paul Epworth och Ryan Tedder för att slutföra albumet. Bono beskrev det som det mest personliga album som vi har skrivit.

## Låtlista
All musik skriven av U2, texter av Bono och The Edge
1. The Miracle (of Joey Ramone) 	4:16
2. Every Breaking Wave 	4:13
3. California (There is No End to Love)  4:00
4. Song for Someone  3:47
5. Iris (Hold Me Close) 5:20
6. Volcano  3:15
7. Raised by Wolves  4:06
8. Cedarwood Road  4:26
9. Sleep Like a Baby Tonight  5:02
10. This Is Where You Can Reach Me Now 	5:06
11. The Troubles (featuring Lykke Li)

### Deluxe edition bonusspår
1. Lucifer's Hands
2. The Crystal Ballroom
3. "Every Breaking Wave" (akustisk)
4. "California (There Is No End to Love)" (akustisk)
5. "Raised by Wolves" (akustisk)
6. "Cedarwood Road" (akustisk)
7. "Song for Someone" (akustisk)
8. "The Miracle (Of Joey Ramone) (Busker Version)"
9. The Troubles (Alternative Version)
10. Sleep Like a Baby Tonight (Alternative Perspective Mix by Tchad Blake) (inkluderar "Invisible" som gömt spår)